# Burasholmen
Burasholmen, finska: Purassaari, är en ö i Finland. Den ligger i sjön Getträsket och i kommunen Lovisa i den ekonomiska regionen  Lovisa  och landskapet Nyland, i den södra delen av landet, 100 km öster om huvudstaden Helsingfors. Öns area är 2,3 hektar och dess största längd är 270 meter i nord-sydlig riktning.